# Игорь Гром (персонаж)
Майор И́горь Константи́нович Гром — персонаж российских комиксов издательства Bubble Comics, главный герой линеек комиксов «Майор Гром», «Игорь Гром» и «Майор Игорь Гром». Впервые появился в первом выпуске комикса «Майор Гром» в октябре 2012 года. Разработали персонажа Артём Габрелянов и Евгений Федотов, а дизайн и внешний вид — художник Константин Тарасов. В 2017 году вышел короткометражный фильм «Майор Гром», где Игоря Грома сыграл актёр Александр Горбатов. В 2021 году вышел первый полнометражный фильм про майора Грома — «Майор Гром: Чумной Доктор», где Игоря Грома сыграл уже другой актёр, Тихон Жизневский. В фильме «Гром: Трудное детство» Игоря Грома в юности сыграл актёр Кай Гетц.
Игорь Гром — майор полиции из Санкт-Петербурга, который отличается пробивным характером и непримиримым отношением к преступникам. Он не обладает сверхспособностями, однако отлично владеет навыками рукопашного боя, логическим мышлением, и является способным детективом. В линейке «Майор Гром» Игорь сталкивается с большим количеством разнообразных противников, но главным врагом Игоря Грома в комиксах является Чумной Доктор, серийный убийца в маске. После цепочки трагических событий, случившихся с Игорем, он попадает в психиатрическую больницу, а впоследствии вынужден уйти из полиции и стать частным детективом. О его дальнейших приключениях после ухода из полиции повествует линейка «Игорь Гром». Сюжет «Игоря Грома» впоследствии продолжился в серии «Майор Игорь Гром», посвящённой приключениям Грома после возвращения на службу.

## Описание
В комиксах Игорь Гром — высокий, статный и атлетически сложенный мужчина с тёмными волосами и голубыми глазами. Игорь всегда носит кепку, серый шарф и коричневую куртку. В комиксах его приметами называли волевой подбородок и брови в форме молний. В линейке-продолжении «Игорь Гром» он на некоторое время отпустил бороду. При создании фильма «Майор Гром: Чумной Доктор» авторы решили, что брови в форме молний из комикса смотрелись бы в фильме нереалистично, и поэтому заменили их на шрам в форме молнии над левым глазом. Кроме того, в фильме Гром не носит шарф, который он носил в комиксах, поскольку на съёмках шарф бы мешал актёру во время трюков и плохо смотрелся бы в кадре. Несмотря на то, что Гром служит в полиции, он не носит уставную полицейскую форму. Как в комиксе, так и в фильме у Грома есть принцип не убивать людей. Любимая еда Игоря Грома — питерская шаверма. Имеет служебную собаку — немецкую овчарку по кличке Мухтар.
Гром — образцовый полицейский, который ревностно соблюдает правила и мораль, а также бескомпромиссен по отношению к преступности. Несмотря на обострённое чувство справедливости, порой агрессивен и излишне прямолинеен. Склонен к решению проблем путём грубой силы, хотя при необходимости способен действовать более аккуратно. Гром показан бессребреником, которому безразличен комфорт — всё, что его интересует, это борьба с преступностью. В фильме «Майор Гром: Чумной Доктор» же Гром куда менее непогрешим: авторы наделили его чертами Грязного Гарри, тем самым сделав его образ несколько более антигероическим.
Игорь Гром, хоть и заявлен, как супергерой, но он не обладает никакими сверхъестественными способностями. Тем не менее, он имеет отличную физическую подготовку и мастерски владеет рукопашным боем. Он обладает хорошо развитым логическим мышлением, которое помогает ему, как детективу. В фильмах «Майор Гром» и «Майор Гром: Чумной Доктор» показано, что Гром способен просчитывать различные варианты развития событий во время схваток с преступниками.

## Появления

### Биография в комиксах
Родился Игорь Гром в семье милиционера, Константина Грома. В школьные годы дружил со своим одноклассником, Алексеем Капустиным, с которым играл в шахматы, и даже изобрёл с ним тактический приём, который они назвали «уловкой Грома-Капустина». Получив первый разряд по шахматам, Игорь бросил игру. Чтобы давать отпор хулиганам, которые издевались над другими учениками, он серьёзно занялся различными боевыми искусствами. После школы поступил в академию МВД, которую окончил с отличием, где также активно участвовал в спортивных соревнованиях и играл в КВН. Однажды, на одной из вечеринок, встретил девушку по имени Саша Филлипенко, с которой у него завязался роман. Впоследствии они разошлись, но остались друзьями. После окончания академии стал работать следователем.

#### Майор Гром
Однажды Грому поручают раскрыть дело о некоем убийце в маске чумного доктора, который линчует коррумпированных врачей, бизнесменов, чиновников и представителей власти. Его напарником становится стажёр Дима Дубин. Вскоре Игорь спасает от грабителей журналистку Юлию Пчёлкину, с которой у него впоследствии завязываются романтические отношения. В конце концов, Игорь якобы раскрывает личность маньяка, однако обвинение оказывается ошибочным, и за это Грома отстраняют от дела. Впоследствии Игорь выясняет, что Доктором был миллиардер, филантроп и основатель соцсети «Вместе» Сергей Разумовский, который устранял своих бывших сообщников, прикрываясь самосудом. Гром берёт Разумовского под стражу. Через некоторое время Игорь едет с Юлей в отпуск в Дублин, Ирландию, однако Юлю похищает террористическая группировка «Дети Святого Патрика». Кроме того, она собирается устроить теракт и покушение на британскую королеву. Гром предотвращает теракт и спасает свою девушку. После прибытия обратно в Россию Гром останавливает банду грабительниц, маскирующихся под диснеевских принцесс: Ариэль, Жасмин и Золушку.
Вскоре из тюрьмы вырывается Сергей Разумовский, который жаждет мести Грому. Он заложил бомбы по всему Санкт-Петербургу и предлагает Грому попытаться их обезвредить, а тем временем с помощью своего друга детства и наёмника Олега Волкова похищает друзей и родных Грома. Разумовский узнаёт всё о прошлом и личной жизни Игоря, а затем высылает ему фотографию своих заложников. Чтобы спасти их, Грому приходится отправиться в Венецию к Разумовскому. Там ему предстоит сыграть с ним в шахматы на жизни своих родных и близких — каждая съеденная его фигура приводит к смерти одного из близких Грома. Гром побеждает в партии, но дорогой ценой: погибает бо́льшая часть его близких, в том числе и Юлия Пчёлкина, которая, как выяснится позже, была беременна.
Чтобы хоть как-то отвлечься от кошмарных воспоминаний, Игорь решает отдавать всего себя работе в полиции, и берёт дело об исчезновении детей, которых, как оказывается, похищал археолог Сергей Юрасов. Юрасов порезался о его шлем бога-ворона Кутха и начал слышать голоса будущих жертв детей. Чтобы предотвратить несчастья, он решил красть детей и проводить с ними воспитательные беседы. Впоследствии Юрасов признаётся в двойном убийстве: в сообщении Грому Юрасов сказал, что решил убить нового напарника Грома, так как от того исходило много голосов жертв, а затем и себя, что и должно стать тем самым двойным убийством. Гром начинает размышлять и делает вывод, что смерть одного человека может спасти жизни десятков других, после чего ему удаётся перебороть свой принцип не совершать убийства, и он решает убить Разумовского.
Для этого Гром планирует выследить Разумовского при переводе в другую тюрьму, но его план срывается — Разумовского похищают Дети Святого Патрика, чтобы отвезти в Сибирь и сделать аватаром для Кутха. Преследуя их, Гром встречает отряд «МАК» вместе с Никой Чайкиной, известной как Красная Фурия. Вместе в Сибири они находят Кутха, который поймал Инока. Герои сражаются с Кутхом, но тот превращает Грома в монстра, и тому начинает сниться сон, где Юлия Пчёлкина жива. Когда майор понимает, что это иллюзия, она резко меняется в настроении, даёт майору осколок стекла и приказывает убить Разумовского, оказавшегося прямо перед Игорем. Гром отказывается, заявив, что прощает убийцу. После этого Игорь приходит в себя, снова став человеком, а ему на помощь приходит светлая сторона Кутха. После столкновения светлой и тёмной частей бога-ворона те начинают сливаться, освободив тела Грома и Разумовского, а затем распадаться на чёрные и белые перья, заканчивая противостояние между героями и злодеями. Разумовскому удаётся сбежать, но Гром решает проигнорировать побег и вместо преследования заклятого врага заняться налаживанием собственной жизни.
Чтобы бороться с своей психологической травмой, Гром начинает принимать экспериментальные антидепрессанты, которые помогают ему подавить галлюцинации и спасти свою жизнь в борьбе с убийцей-гипнотизёром, называющим себя Сфинксом. Продолжая принимать лекарство, Гром вступает в борьбу с наркомафией и криминальным авторитетом по прозвищу «Тень», которую почти устранил следователь по имени Илья Косыгин, но был убит. Позже Грома находит сам Косыгин, который объясняет, что решил инсценировать свою смерть и «залечь на дно»; он предлагает Грому свою помощь. Вместе они выходят на Тень, но Косыгин вырубает Грома и убивает «Тень» и его семью. Очнувшись, Гром не позволяет Косыгину убить внука «Тени», но упускает его. Психиатр Грома, Вениамин Рубинштейн, приходит к выводу, что из-за побочных эффектов антидепрессантов у Грома появилось раздвоение личности, а убийства Косыгина совершал сам Гром. В итоге Гром попадает в психбольницу.

#### Игорь Гром
Спустя год после выхода из психбольницы имени Снежинского Гром, уже более не полицейский, гуляет по улицам Петербурга и пытается осмыслить, как изменилась его жизнь. Гром растерял остроту своего ума и начинает страдать от провалов в памяти, забыв своё пребывание в больнице. Зайдя в кофейню «Райдо», он знакомится с Улей, хозяйкой заведения и гадалкой, с которой впоследствии заводит дружбу. Увидев, что группа чёрных риелторов пытается погубить жизнь старушки и забрать её квартиру, он пытается их поймать, но терпит неудачу — старушка погибает. Вскоре после этого начинается массовая гибель бездомных — Гром пытается расследовать это дело, и обнаруживает, что это дело рук некой Дамы, однако ему не удаётся её поймать. Параллельно Игорь встречает странную группу подростков, которые тренируются самообороне под надзором некого Командира, следящего за своими «кадетами» с крыши. От Дамы Игоря спасает Ирина по прозвищу «Шарлотта». Впоследствии он расследует убийства, совершённые «вампиром», а также разоблачает Умного Человека, харизматичного лидера секты.
В автобусе Игорь встречает Поэта, который, как и он, был пациентом психбольницы имени Снежинского, и который напоминает ему о его прошлом. Игорь решает вспомнить, что было в больнице, и, чтобы это сделать, с помощью Ули использует методом Локи. Выясняется, что психиатр Игоря Вениамин Рубинштейн его не лечил, а пытался ради эксперимента препаратами спровоцировать у него раздвоение личности, подобное таковому у Сергея Разумовского. Соответственно, Илья Косыгин, в убийствах которого обвинили Грома, не был его галлюцинацией, а сам Гром невиновен. Один из больных, маньяк — «Охотник на бабочек», вырывается на свободу и устраивает бойню, а другой пациент, «Огнепоклонник», устраивает пожар в больнице. Рубинштейн сбегает, забрав с собой Поэта, надеясь, что Гром сгорит в пожаре, чтобы о его экспериментах с больными не стало известно, однако Гром всё же спасается из горящей больницы. Приняв своё прошлое, Гром сбривает бороду и решает начать новую жизнь.
Грому удаётся отыскать Поэта, ставшего маньяком и подчинявшим себе детей-кадетов Командира с помощью стихов, сговорившись с Дамой, и одолеть его с помощью подсказок Командира. После этого Калигари, товарищ Игоря, сообщает ему о том, что многие его знакомые стали проходить какие-то личностные тренинги и странно себя вести, а затем по совету Игоря отправляется взглянуть на них самолично. За этими тренингами, как выясняется, стоит Дама, набирая для себя «гончих» и индоктринируя их в заброшенном театре. С помощью Димы Дубина, Ули и Калигари Гром побеждает Даму и спасает Командира из её плена. После этого Огнепоклонник, ещё один пациент Рубинштейна, собирается подчинить Грома ментальными способностями и заставить его сжечь город, а после совершить самосожжение, однако Игорь решает совершить самосожжение сразу, чтобы пожертвовать собой и не дать Огнепоклоннику завладеть им. Игоря спасает Шарлотта, не дав ему это сделать. Когда всё заканчивается, они целуются на фоне горящего дома.
В городе начинается череда смертельных отравлений от яда, подмешанного в упаковки бытовой косметики. Чтобы расследовать дело, Дима Дубин неофициально обращается за помощью к Игорю. Когда Игорь находит виновного, его тут же убивает вдруг появившийся Илья Косыгин, который, как выясняется, является членом тайной правительственной организации «Белая стрела», совершающей расправы над преступниками. Так как Косыгин был радикален даже для «Белой стрелы», Игорю удаётся переманить её членов на свою сторону и одержать над ним верх. Те же, в благодарность за услугу, используют связи в правительстве, чтобы помочь Игорю вернуться на службу в полицию.
Однажды Игорь отправляется в парк развлечений вместе с Лилией Абрамовой и Шарлоттой, однако его вдруг захватывают террористы во главе с чёрными риэлторами. Чёрные риэлторы скрываются в питерской подземке, похитив Шарлотту, и Гром отправляется в погоню за ними. Эти четверо чёрных риэлторов, как выяснилось, — четвёрка Рек — четверо древних, хтонических существ, питающихся людскими страхами и страданиями. С помощью Командира Игорь уничтожает Рек, однако, выйдя на поверхность, он видит хаос в Петербурге. Пока Игоря не было, Умный Человек, вышедший из тюрьмы, с помощью Поэта, замаскированного под Игоря Грома, начал распространять маски, которые внушают человеку его самые ужасные страхи, но при этом делают его сверхсильным и вызывают зависимость. Несмотря ни на что, Игорю удаётся задержать Умного Человека.
В конце «Игоря Грома» Игорю позволяют вернуться на службу и восстанавливают в должности майора полиции.

#### Майор Игорь Гром
Поскольку Дима Дубин поднялся по званию, пока Игорь не служил в полиции, то Грому дают нового напарника — Айсу Уланову. В то же время появляется новый злодей по имени Фейк, который убеждает горожан разрушать памятники в поисках спрятанных в них сокровищ и обвиняет полицию в отключении связи.

### В кино

Игорь Гром в короткометражном фильме в исполнении Александра Горбатова (слева) и в фильмах «Майор Гром: Чумной Доктор» и в исполнении Тихона Жизневского (справа)

Когда было принято решение начать экранизировать комиксы вселенной Bubble, начать было решено с майора Грома. Первым фильмом о нём стала короткометражная кинолента «Майор Гром». В ходе короткометражного фильма Гром, который зашёл в банк снять денег со счёта, становится свидетелем ограбления банка, и пытается задержать троицу грабителей, скрывающихся под масками хоккеистов из команды «Метеор» из советского мультфильма «Шайбу! Шайбу!». В ходе ограбления Гром просчитывает различные варианты тактики по нейтрализации бандитов и приходит к плану, который помогает ему это сделать. В конце концов ему удаётся заключить грабителей банка под арест.
Следующим проектом стал полнометражный фильм «Майор Гром: Чумной Доктор» который стартовал в российском прокате 1 апреля 2021 года. Сюжетно он не связан с короткометражным фильмом — последний был признан неканоничным относительно полнометражной ленты и последующих фильмов. Начиная с этой ленты Игоря Грома начал играть другой актёр, Тихон Жизневский, так как Александр Горбатов не сработался с командой фильма и не был заинтересован возвращаться к роли. В сюжете показано противостояние Игоря Грома и Чумного Доктора, одного из главных антагонистов серии.
1 января 2023 года состоялась премьера второго полнометражного фильма, «Гром: Трудное детство», который сюжетно является приквелом к первому фильму и рассказывает о приключениях Игоря-школьника и его отца Константина, охотящегося за суперзлодеем-колдуном Анубисом. Роль юного Игоря исполнил мальчик-актёр Кай Гетц, а Тихон Жизневский появился в камео.
26 апреля 2024 года вышел третий фильм «Майор Гром: Игра», продолжающий сюжет «Чумного Доктора». В нём была принята в рамки канона короткометражная лента: её кадры показаны как часть «фильма в фильме» о приключениях Грома. По сюжету основного фильма, Игорь охотится за таинственным террористом по прозвищу «Призрак», которым в итоге оказывается Олег Волков, действовавший по приказу Разумовского и Августа ван дер Хольта. В конце, после гибели Разумовского и прекращения терактов, униженный Игорь добровольно уходит из полиции и попадает в клинику Рубинштейна, переняв от Разумовского его сверхъестественную субличность.

### Прочие появления персонажа
Про Игоря Грома выпущен комикс «Майор Гром 1939», который является стилизацией под комиксы Золотого века и фантазией на тему, как мог бы выглядеть комикс о майоре Громе, если бы он выходил в СССР 1930-х годов. В них Гром — советский милиционер, который борется с Чумным Врачом (альтернативным Чумным Доктором), путешествует в космос и борется с инопланетянами и андроидами. В пародийном комиксе «Игорь Угорь» Игорь представлен в виде угря, который вместе с Димой-Сардиной борется со Змеем Сергеем. В комиксе «Майор Гром: Герой навсегда» содержится сборник из шести коротких историй, посвящённых различным инкарнациям персонажа — в том числе и кинематографической.Существует также мини-серия из четырёх выпусков «Майор Гром: Как на войне», приквел «Майора Грома», в которой молодой Игорь Гром, только поступивший на службу, пытается раскрыть самое ажиотажное преступление Петербурга.

## История создания

Ранний набросок Игоря Грома (слева) и итоговый (справа). Художник — Константин Тарасов

Создателем персонажа являются Артём Габрелянов, основатель издательства Bubble Comics, совместно со сценаристом Евгением Федотовым. После неудачи с журналом юмористических комиксов Bubble Габрелянов решил, что издательству нужно отказаться от юмористических комиксов в пользу супергеройских. Для их создания основатель Bubble Габрелянов начал разработку архетипичных сюжетов, среди которых был детектив про полицейского, который позже стал комиксом «Майор Гром». Образ майора Грома «вырос» из образа персонажа «Господина Полицейского» из юмористического журнала Bubble. Господин Полицейский иногда превращался в супергероя, в остальное время будучи обычным милиционером. Когда журнал Bubble перестал выходить, Габрелянов и Федотов развили идею полицейского-супергероя, решив, что он должен раскрывать серьёзные, а не юмористические, дела, которые иногда даже носят мистический характер. Нарисовал первый образ майора Грома художник Константин Тарасов. Среди источников вдохновения для образа персонажа называют Остапа Бендера, который, как и Гром, носил кепку, куртку и шарф, а также Шерлока Холмса с его детективными способностями. Находили параллели персонажа и с Глебом Жегловым из фильма «Место встречи изменить нельзя», однако Габрелянов признался, что терпеть не может Жеглова, поскольку в «Место встречи изменить нельзя» харизма Владимира Высоцкого, который сыграл его, внушила зрителям симпатию к Жеглову, в отличие от оригинальной книги «Эра милосердия», по которой он снят, где его поведение осуждается. Кроме того, в отличие от Жеглова, комиксовый Гром принципиально не нарушал закон — этим он и отличается от Грома, показанного в экранизации «Майор Гром: Чумной Доктор». Позже Габрелянов, однако, говорил, что авторы всё же отчасти вдохновлялись Глебом Жегловым, а также Порфирием Петровичем из романа «Преступление и наказание».
В ходе разработки персонажа Грома сначала хотели сделать начинающим полицейским, своеобразным ментором которого был бы Фёдор Прокопенко. Задумка заключалась в том, чтобы Гром вместе с читателем знакомился с порядками в полиции Санкт-Петербурга, кроме того, с ним бы читателю было бы проще себя ассоциировать. От этой идеи, однако, отказались, и Гром всё же стал опытным следователем, но наработки для Грома-новичка стали основой для его напарника, Димы Дубина. Кроме того, Константин Тарасов сделал изображение Игоря более грубым, чтобы, опять же, усилить контраст между Громом и мягким Димой Дубиным. Габрелянов также утверждает, что «Майор Гром» создавался во времена, когда проходила реформа МВД России, и что образ Игоря Грома как раз олицетворял надежды авторов на то, что после этой реформы правоохранительные органы станут работать лучше, однако эти надежды не были оправданы. Кроме того, он упоминал, что изначально Грома хотели сделать именно детективом, но позже было принято решение сделать его полицейским, так как это лучше подходило к образу персонажа и к самому сюжету. Переломным моментом для персонажа стала арка «Игра», в которой Разумовский убивает родных и близких Грома, из-за чего его характер резко меняется, а сам тон повествования становится ощутимо мрачнее. Кроме того, авторы уделили больше внимания личной драме Игоря Грома и проработке его характера, что было позитивно оценено критиками.
В «Игоре Громе» тон повествования отличается от того, что в «Майоре Громе», поэтому сценаристу комикса, Алексею Замскому, пришлось адаптировать его под серию. Помимо этого, ему приходилось также учитывать уже имеющиеся комиксы про Грома, его прошлое, чтобы его изменение в новой серии выглядело естественно — Замский утверждает, что писать продолжение истории про персонажа, у которого уже есть огромная фанбаза и о котором уже есть немало произведений, это большая ответственность. В кроссовере «Время Ворона» Гром столкнулся с богом-вороном Кутхом и с магией, поэтому в «Игоре Громе» он не отрицает возможность сверхъестественного. Это даёт ему преимущество, так как многие из его противников имеют сверхъестественную природу. Внешний облик Игоря — сломленного и потерянного — играл на демонстрацию изменений в персонаже на момент начала «Игоря Грома»: художница Наталья Заидова добавила ему отросшие волосы, бороду, а также одела его в длинное пальто.

## Анализ персонажа
Обозревая ранние выпуски Bubble, критики сочли Грома карикатурным, плоским, «картонным» героем. Обозреватель Comixi, несмотря на общую положительную оценку комикса «Майор Гром», счёл протагониста примитивным «добром с кулаками», а Spidermedia, рассматривая первые выпуски комикса про Грома, назвала его безвкусно сделанным. Позже, однако, по мере выхода новых сюжетных арок, было отмечено улучшение качества сценария и существенное развитие Грома в более проработанного и глубокого персонажа. В повторной рецензии от Spidermedia два года спустя после дебюта комикса рецензенты сочли, что авторы экспериментируют с образом Грома и что у персонажа есть потенциал стать интереснее. Redrumers, обозревая комикс на момент начала выхода арки «Игра», утверждает, что Гром из плоского и картонного «типичного суперкопа» постепенно превратился в «простого парня, пытающегося из всех сил делать добро», а также, несмотря на простоту, не лишён глубины. StoneForest хвалит проработку персонажа, а также раскрытие его отрицательных качеств — порой Игорь импульсивен и действует на эмоциях, что приводит к плачевным последствиям. Geek-Freak.ru счёл Грома сильным персонажем, однако чересчур похожим на типичного главного героя боевиков начала 2000-х годов. В ретроспективе от портала «Канобу» тот факт, что у Игоря Грома нет никакой суперсилы, назван одной из причин, по которой он впечатлил рецензента, а также превращение самого Игоря из бравого полицейского в разбитого депрессией человека, потерявшего всё.
Положительных отзывов удостоилось то, как Игорь Гром показан в комиксе «Игорь Гром» — так, сайт GeekCity положительно отозвался о его развитии в данной серии, и, кроме того, отметил, что в этой серии персонажем куда проще проникнуться, нежели в серии «Майор Гром», а Станислав Шаргородский, также в рецензии для SpiderMedia, уверял, что сценаристу «Игоря Грома» Алексею Замскому удалось удачно избежать всех «ловушек» сюжетов о сломленных героях — неправдоподобного изображения отчаяния, слишком быстрого исцеления героя, и недостаточного раскрытия персонажа для сопереживания со стороны читателя. Схожее мнение выражал и Константин Буянов для портала Geekster — он отмечал, что в «Игоре Громе» Гром вызывает сочувствие, и ему легко сопереживать. Юрий Коломенский в колонке Spidermedia, посвящённой комиксам Bubble, утверждал, что «реконструкция» главного героя в комиксе «Игорь Гром», которую он постепенно проходит по сюжету, не работает без предыстории, показанной в «Майоре Громе». Денис Варков с «Канобу» также счёл, что читателю будет сложно проникнуться драмой Грома в «Игоре Грома» вне контекста «Майора Грома».
Особое внимание критиков было уделено образу майора Грома в фильме «Майор Гром: Чумной Доктор». Российская газета выделяет контраст Грома и Разумовского в контексте основной темы фильма — дружбы: Гром и Разумовский оба одиночки, но Гром нашёл поддержку друзей, а Разумовский нет, что его и сгубило. Известный кинокритик Антон Долин в своей рецензии для издания Meduza резко отозвался о фильме, обругав проработку персонажей. Самого майора Грома он счёл копией Глеба Жеглова, но без искупляющих персонажа качеств. Сайт Vatnikstan, полемизируя с Долиным, опубликовал статью с анализом Игоря Грома как персонажа, и пришёл к выводу, что Игорь Гром — это архетип Бэтмена, пропущенный через призму русской культуры, поскольку Брюс Уэйн — это «воплощение законности и в то же время наследственного элитизма, особенно тёмной их стороны», а не Чумной Доктор, как счёл Долин. При этом сам по себе образ Бэтмена оказывается «перевёрнутым» — Гром, в отличие от Бэтмена, небогат. Сам же Игорь Гром назван осмыслением парадокса вигиланта — верша самосуд над преступниками, легко стать таким же, как они, поэтому Гром, подобно Бэтмену, и не переходит черту, запрещающую ему убивать, и за эту особенность сайт похвалил создателей. Портал «Ваши новости» писал, что Гром в фильме — первый русский герой на киноэкране со времён Данилы Багрова из фильма «Брат», и положительно о нём высказался. Похожее мнение выражал «Кинопоиск», отмечая, что интонации реплик Тихона Жизневского похожи на манеру речи Багрова. Исполнение Игоря Грома актёром Тихоном Жизневским было высоко оценено, в том числе зарубежными обозревателями.
В статье Руслана Саудова анализировались супергерои Bubble с точки зрения понятия «пост-человека» в массовой культуре — оно олицетворяет сущность, которая не существовала и никогда не будет, но при этом является нечто более высоким по отношению к нынешнему человеку — как в физическом плане, обладая сверхспособностями, так и в моральном. Супергерои как явление вполне укладываются в рамках этого понятия. Выделяется три типа пост-человека — идеальное тело, которое воплощает сверхсилу (пример — Супермен), космическое тело, связанное с научной фантастикой Серебряного века комиксов, и военно-промышленное тело, которое опирается на военные технологии. Автор приходит к выводу, что Игоря Грома, как специфически русского супергероя, можно рассматривать только с точки зрения «идеального тела», и то — условно, так как сверхспособностей как таковых у него нет, хотя он и является лучшим полицейским в городе. Мария Маркова в своей научной статье для издания «Вестник РГГУ» отметила, что Гром, как и другие протагонисты произведений Bubble, не ведёт двойную жизнь, присущую типичному супергерою американских комиксов, ибо не является супергероем в классическом понимании этого термина. Кроме того, автор статьи отметила, что персонажам комиксов Bubble, в отличие от американских, свойственно меняться безвозвратно, и в качестве примера приводит изменение характера Грома после событий «Игры» и смерти Юли — это, как утверждает автор, больше свойственно литературному произведению или авторскому комиксу, нежели комиксу американского образца.